# Maiż
Maiż lub maisz – termin z zakresu sokolnictwa, oznaczający młodego orła lub sokoła , albo też dowolnego ptaka drapieżnego w pierwszej jesieni, którego właśnie rozpoczęto układać do polowania.
Żartobliwie nazywano tak też dawniej niedoświadczonego młodzika (nowicjusza ), w przeciwieństwie do starego bywalca, którego zwano ćwikiem .
Termin ten był w użyciu od XVI do XVIII wieku, choć już w 1411 roku zaświadczona jest z terenów Wielkopolski nazwa osobowa o tym brzmieniu (zapisana jako Maysz) . Pochodzenie wyrazu jest zupełnie niejasne .